# 新世紀福音戰士：學園墮天錄
《新世紀福音戰士 學園墮天錄》是一部以《新世纪福音战士》为原作、由眠民进行再创作的日本漫画作品。本作是作为《福音戰士新劇場版》公映纪念漫画在少女漫画杂志《月刊Asuka》上连载，系列全22回，从2007年10月号连载至2009年10月号。之后收录为4册单行本，日文原版由角川書店出版，繁体中文版由台灣角川出版，英文版由美国黑马漫画出版。

## 劇情簡介
主人公碇真嗣是NERV學園的中學生，因为母親在他年幼時便去世，而父親在海外工作，所以寄住在父親以前的下屬‧加持良治家裡。在一个平常的夜晚，他在爆炸案现场附近撿到了一个「核」，并且看到同班同学綾波零和一个他从未见过的男孩在一起。第二天，班上来了个轉學生，他叫渚薰，正是前一天晚上真嗣所看到的那个男孩。真嗣很快被选为監視者并获得了神器（EVA），与渚薰、綾波零以及惣流·明日香·蘭格雷一同追捕使徒、取得「核」用以支撐世界樹。学校出现奇怪的现象而停课，葛城美里老师其实也是组织里的人并带他们到NERV总部。在那里真嗣看到了NERV司令，竟然正是自己的父亲碇源堂。真嗣在与使徒的接触中发觉那个并不是自己真正的父亲，原来他是来自另一个世界次元的碇源堂，他想要取得「核」以代替碇唯支撐世界樹，而将碇唯拯救出来。

## 出版書籍
| - 第壹回（月刊Asuka 2007年10月号） - 第貳回（月刊Asuka 2007年11月号） | - 第參回（月刊Asuka 2007年12月号） - 第肆回（月刊Asuka 2008年1月号） |

| - 第伍回（月刊Asuka 2008年2月号） - 第陸回（月刊Asuka 2008年3月号） - 第柒回（月刊Asuka 2008年4月号） | - 第捌回（月刊Asuka 2008年5月号） - 第玖回（月刊Asuka 2008年6月号） - 第拾回（月刊Asuka 2008年8月号） |

| - 第拾壹回（月刊Asuka 2008年9月号） - 第拾貳回（月刊Asuka 2008年10月号） - 第拾參回（月刊Asuka 2008年11月号） | - 第拾肆回（月刊Asuka 2008年12月号） - 第拾伍回（月刊Asuka 2009年2月号） - 第拾陸回（月刊Asuka 2009年3月号） |

| - 第拾柒回（月刊Asuka 2009年5月号） - 第拾捌回（月刊Asuka 2009年6月号） - 第拾玖回（月刊Asuka 2009年7月号） | - 第貳拾回（月刊Asuka 2009年8月号） - 第貳拾壹回（月刊Asuka 2009年9月号） - 最終回（月刊Asuka 2009年10月号） |